# Festuca napocae
Festuca napocae är en gräsart som beskrevs av Iuliu Prodan. Festuca napocae ingår i släktet svinglar, och familjen gräs. Inga underarter finns listade i Catalogue of Life.